# Liste der Autobahnen und Schnellstraßen in Russland

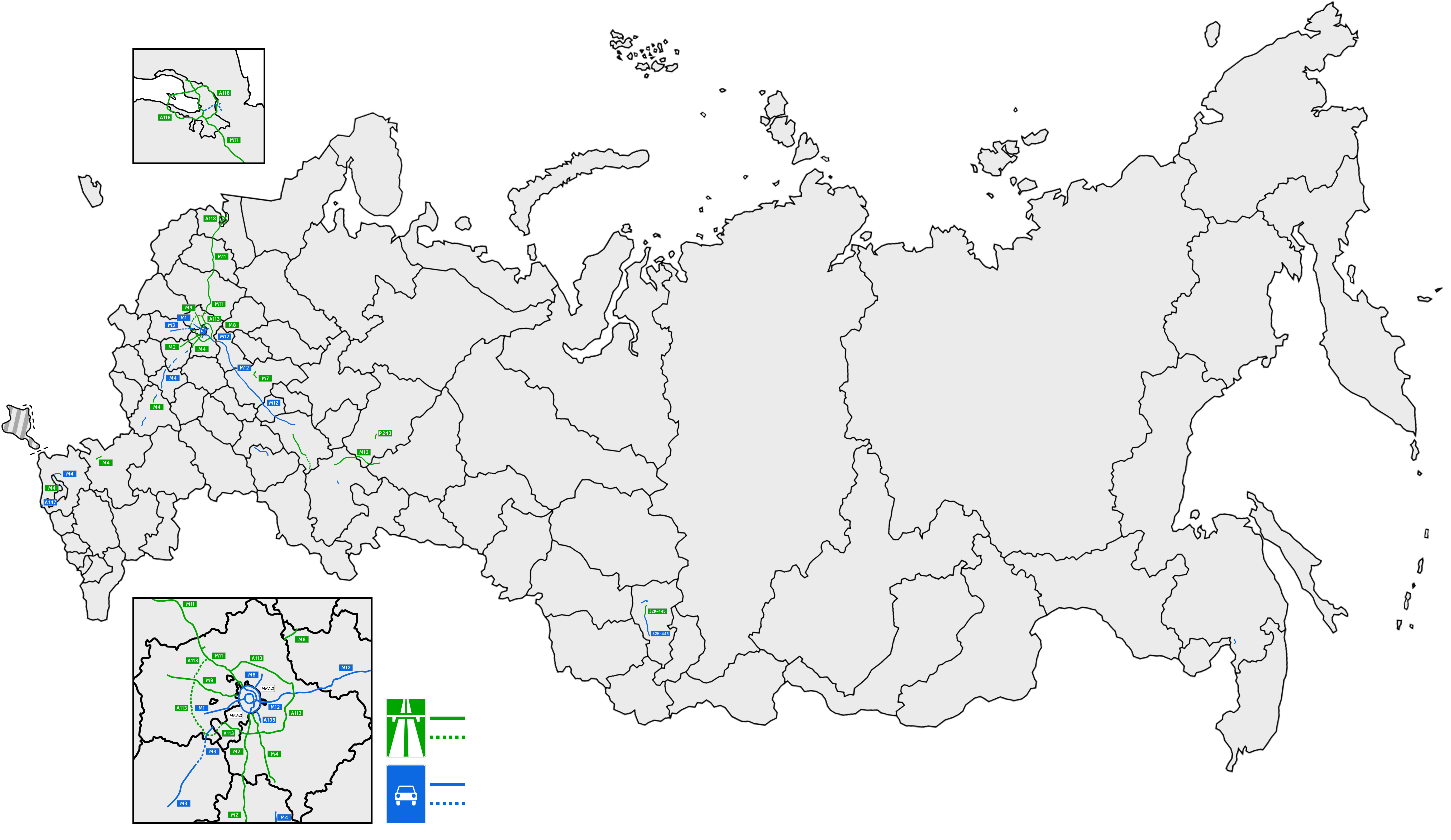
Das russische Autobahn- und Schnellstraßennetz (Stand Juli 2025)

Diese Liste der Autobahnen und Schnellstraßen in Russland gibt einen Überblick über das hochrangige Straßennetz in Russland. Derzeit gibt es 2121 km Autobahnen (russisch: Автомагистраль, Awtomagistral') und außerdem 1867,9 km Schnellstraßen (russisch: Дорога для автомобилей, Doroga dlja awtomobiley, alternativ: Скоростная дорога, Skorostnaja doroga). Die Autobahnen und Schnellstraßen sind Teil des föderalen Fernstraßennetzes und bilden nur im nordwestlichen Teil Russlands ein zusammenhängendes Netz, während die übrigen Autobahnen und Schnellstraßen nur in bestimmten Teilabschnitten der Fernstraßen ausgebaut sind. Die Nummerierung erfolgt über das föderale Fernstraßennetz oder haben einen eigenen Namen. Auf einigen Autobahnen und Schnellstraßen wird eine Maut erhoben. Der zuständige Betreiber ist Awtodor, auf mautfreien Strecken Rosawtodor.

## Autobahnen
Das russische Autobahnnetz befindet sich derzeit noch im Aufbau. Derzeit gibt es in Russland offiziell mehr als 2.100 km Autobahnen, was im Vergleich zu den europäischen Ländern und gemessen an der Größe des Landes unter dem Durchschnitt liegt. Stattdessen werden derzeit viele föderale Fernstraßen zu autobahnähnlichen Straßen mit mindestens vier Fahrstreifen und richtungsgetrennten Fahrbahnen mit Schutzplanken und Standstreifen ausgebaut. Diese föderale Fernstraßen sind jedoch nicht immer kreuzungsfrei. Die russischen Autobahnen sind grün ausgeschildert. Die Höchstgeschwindigkeit auf russischen Autobahnen beträgt 110 km/h, auf bestimmten neueren Strecken, die diese Geschwindigkeit zulassen (M4, M11, A113 sowie 32K-445) gilt ein Tempolimit von 130 km/h. In der Klassifizierung von Fernstraßen in Russland werden Autobahnen als Kategorie 1A eingestuft.
| Name                     | Europastraßen & Asian Highway | Bezeichnung                                       | Teilstücke der Fernstraßen, die als Autobahn ausgebaut wurden (Von – Bis)                                                                                | Gesamtlänge |
| ------------------------ | ----------------------------- | ------------------------------------------------- | --- | ----------- |
|                          | E105                          | Krym                                              | 21–178 km (Moskau – Tula) | 157 km      |
|                          | E50 · E115 · E119 · E592      | Don                                               | 18–120 km (Moskau – Kaschira) 517–544 km (Woronesch – Rogatschewka) 1024–1072 km (Nowopersianowka – Rostow am Don) 1362–1374 km (Psekups – Saratowskaja) | 188,7 km    |
|                          | E22                           | Wolga                                             | 399–444 km (Lesnaja Poljana – Schelokscha) | 45,2 km     |
|                          | E115                          | Cholmogory                                        | 94–112 km (Dworiki – Krasnoplamenskoje) | 18 km       |
|                          | E22                           | Baltija                                           | 19–114 km (Moskau – Wolokolamsk) | 95 km       |
|                          |                               | Newa                                              | 15–684 km (Moskau – Sankt Petersburg) | 669 km      |
| M12                      |                               | Wostok                                            | 1211–1486 km (Djurtjuli – Atschit) | 275 km      |
|                          | E22                           |                                                   | 1111–1131 km (Perm – Berschetskoje) | 20 km       |
|                          |                               | Zentralnaja kolzewaja awtomobilnaja doroga (ZKAD) | 0–251 km (Bucharowo – Lisintsewo) | 251 km      |
|                          |                               | Kolzewaja awtomobilnaja doroga (KAD)              | 0–142,2 km (Rund um Sankt Petersburg) | 142,2 km    |
|                          |                               |                                                   | 6–67 km (Kemerowo – Leninsk-Kusnezki) | 61 km       |
| Autobahn Schali–Bawly    |                               | Awtomagistral Schali–Bawly                        | 52–197 km (Alexejewskoje – Almetjewsk) | 145 km      |
| Autobahnzubringer Klin   |                               |                                                   | 0–4 km ( – ) | 4 km        |
| Meschdunarodnoje schosse |                               |                                                   | 0–3,3 km (Chimki – Flughafen Moskau-Scheremetjewo ) | 3,3 km      |
| SSD                      |                               | Sapadny skorostnoi diametr (SSD)                  | 0–46,6 km (Sankt Petersburg – Arfa) | 46,6 km     |
| Summe                    | Summe                         | Summe                                             | Summe | 2121 km     |

Stand: 16. Juli 2025

## Schnellstraßen
Derzeit hat das Netz an Schnellstraßen eine Länge von ca. 1870 Kilometer, ungefähr 300 Kilometer befinden sich in Bau. Die Längste Schnellstraße ist die M12 mit ca. 810 km. In Russland sind die Schnellstraßen mit zwei getrennten Richtungsfahrbahnen und mindestens zwei Fahrstreifen fast genauso ausgebaut wie die Autobahnen. Es gibt jedoch einen Unterschied zu den Autobahnen. Während Autobahnen keine Zufahrten zu Ortschaften oder zu Straßen gleicher Ebene haben dürfen, ist dies bei Schnellstraßen erlaubt. Allerdings ist dies nur alle 5 km erlaubt, die Zufahrtsstraße darf die Schnellstraße nicht kreuzen und muss über einen Beschleunigungsstreifen verfügen. Schnellstraßen dürfen einen schmaleren Mittelstreifen als Autobahnen zwischen den Fahrbahnen haben, müssen aber durch Leitplanken abgetrennt sein. Die Beschilderung ist blau, wie auf den föderalen Fernstraßen. Die Höchstgeschwindigkeit auf russische Schnellstraßen beträgt 110 km/h. In der Klassifizierung von Fernstraßen in Russland werden Schnellstraßen als Kategorie 1B eingestuft.
| Name                                    | Europastraßen & Asian Highway | Bezeichnung                                       | Teilstücke der Fernstraßen, die als Schnellstraße ausgebaut wurden (Von – Bis) | Gesamtlänge |
| --------------------------------------- | ----------------------------- | ------------------------------------------------- | --- | ----------- |
| M1                                      | E30                           | Belarus                                           | 0–18 km (Moskau – Lesnoi Gorodok) 34–66 km (Lesnoi Gorodok – Kubinka) | 50 km       |
| M3                                      | E101                          | Ukraina                                           | 124–194 km (Malojaroslawez – Besowo) | 70 km       |
| M4                                      | E115                          | Don                                               | 170–194 km (Wenjow – Karniki) 228–260 km (Bogorodizk – Kusowka) 296–322 km (Salesskoje – Puschkari) 339–460 km (Babarykino – Kon-Kolodes) 494–517 km (Flughafen Woronesch – Woronesch) 634–713 km (Losewo – Werchni Mamon) 0–51 km (Plastunowskaja – Marjanskaja) | 356 km      |
| M8                                      | E115                          | Cholmogory                                        | 17–35 km (Moskau – Puschkino) | 18 km       |
|                                         |                               | Wostok                                            | 27–836 km (Moskau – Kasan) | 809 km      |
| A105                                    |                               |                                                   | 24–42 km (Moskau – Flughafen Moskau-Domodedowo ) | 18 km       |
| A147                                    | E97                           |                                                   | 190–198 km (Sotschi – Adler) | 8,2 km      |
|                                         |                               |                                                   | 0–6 km (Flughafen Kemerowo – Nowostroika) 67–189 km (Leninsk-Kusnezki – Nowokusnezk) | 128 km      |
|                                         | E105 · E115                   | Moskowskaja kolzewaja awtomobilnaja doroga (MKAD) | 0–108,9 km (Rund um Moskau) | 108,9 km    |
| Nordöstliche Sekante                    |                               | Sewerowostotschnaja chorda                        | 0–30 km ( – Moskau – ) | 40 km       |
| Südöstliche Sekante                     |                               | Jugowostotschnaja chorda                          | 0–36 km (Nordöstliche Sekante – ) | 28 km       |
| Bagration-Prospekt                      |                               | Prospekt Bagrationa                               | 0–11 km ( – Dritter Verkehrsring) | 10,3 km     |
| Dritter Verkehrsring                    |                               | Tretje transportnoje kolzo                        | 0–35,1 km (Rund um Moskau-Zentrum) | 35,1 km     |
| MSD                                     |                               | Moskowskij skorostnoi diametr                     | 0–68 km (Zusammen mit der Nordöstliche- und der Südöstliche Sekante) | (68 km)     |
| Breite Schnellstraße (Sankt Petersburg) |                               | Schirotnaja magistral' skorostnogo dwischenija    | 0–2,6 km (SSD – Witebskij-Prospekt) | 2,6 km      |
| Östliche Ausfallstraße (Ufa)            |                               | Wostotschnyj wjesd                                | 0–13,9 km (Ufa – ) | 13,9 km     |
| Ortsumgehung Toljatti                   |                               | Obchod Toljatti                                   | 0–98,3 km (Troizkoje – Selenowka) | 98,3 km     |
| Ortsumgehung Chabarowsk                 |                               | Obchod Chabarowska                                | 11–37 km (Flughafen Chabarowsk – Ilinka) | 26 km       |
| Nordwestumgehung Kemerowo               |                               | Sewero-sapadny obchod Kemerowo                    | 0–47,6 km (Topki – zwischen Kemerowo und Berjosowski) | 47,6 km     |
| Summe                                   | Summe                         | Summe                                             | Summe | 1867,9 km   |

Stand: 16. Juli 2025

## Geplante oder im Bau befindliche Autobahnen und Schnellstraßen

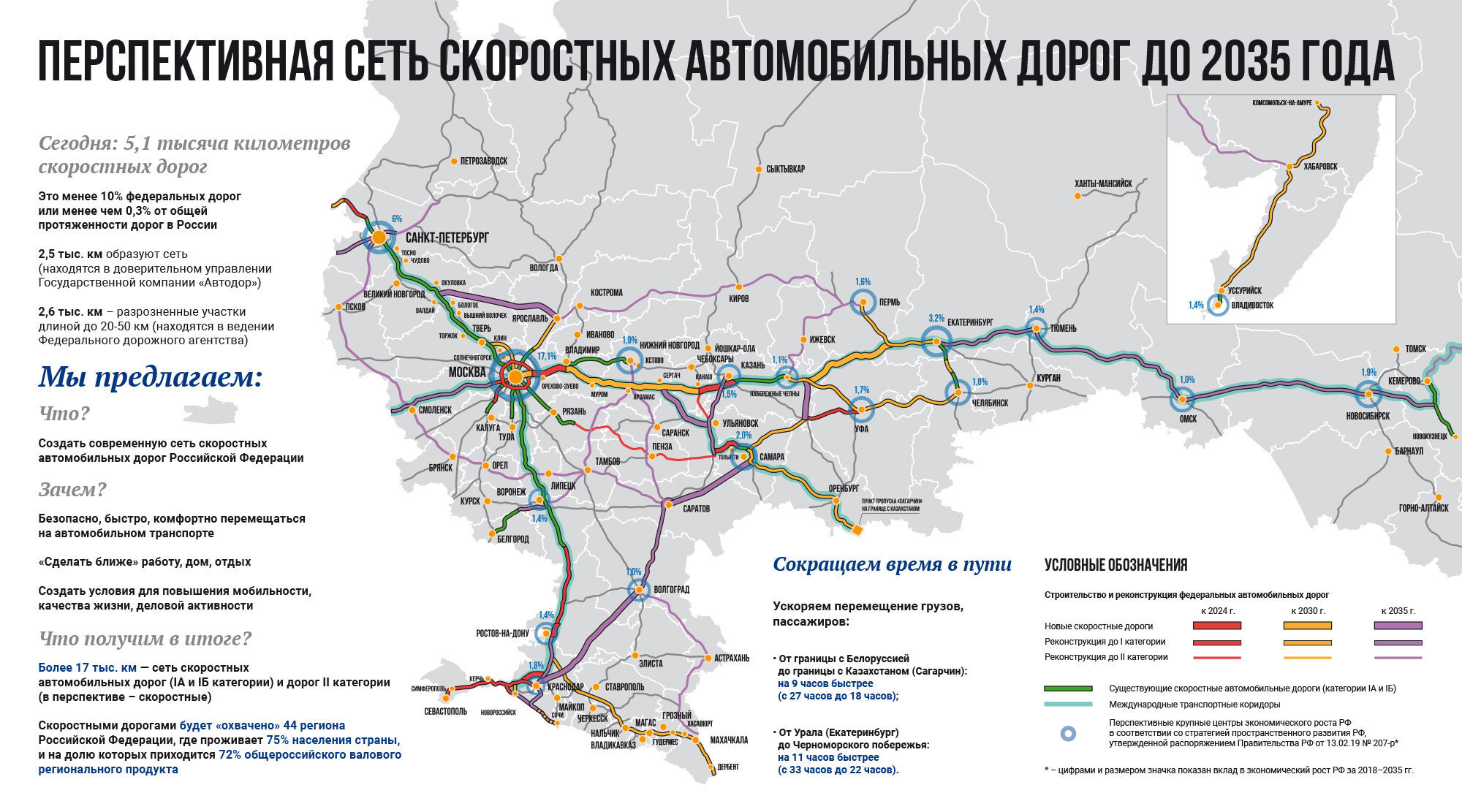
Das geplante Autobahn- und Schnellstraßennetz in Russland bis zum Jahr 2035

Mit weiteren geplanten Autobahnen und Schnellstraßen sollen die wichtigsten und am stärksten befahrenen Fernstraßen entlastet werden. Ebenso sollen wichtige Städte besser an das Straßennetz angebunden werden. So ist der Umbau der bestehende Fernstraße M1 zur Schnellstraße geplant, oder der Bau der Südwestliche Sekante, die die Föderationskreise Wolga und Südrussland verbinden soll. Weitere längere Zubringerstrecken wie die Autobahn Sergatsch-Uljanowsk oder die Autobahn Okulowka-Jaroslawl sind in Planung. Die derzeit wichtigsten Projekte sind der Bau der Fernstraße M12, die Zentralrussland mit dem Ural verbinden soll, und der künftige Neubau der A147 als Schnellstraße zwischen Dschubga und Sotschi, um die im Sommer stark belastete und kurvenreiche Strecke zu entlasten. Der Bau der A147 wird aufgrund der topografischen Lage an der Schwarzmeerküste eine technische Herausforderung. Es müssen zahlreiche Kunstbauten errichtet werden. Mit geschätzten Kosten von 600 Milliarden Rubel wird sie die teuerste Straße Russlands. In Zukunft sollen auch die Fernstraßen R402, R254 und R255 umgebaut werden, um Sibirien besser mit Westrussland zu verbinden. Welche Fernstraßen als Autobahnen, Schnellstraßen oder autobahnähnliche Straßen ausgebaut werden, ist derzeit noch unklar, da sich die meisten Trassen noch in der Planungsphase befinden. Die meisten Trassen sollen bis 2035 gebaut werden.
| Name                                    | Von                                       | Bis                | Via                                                          | Länge       | Im Bau  | Bemerkung                        |
| --------------------------------------- | ----------------------------------------- | ------------------ | ------------------------------------------------------------ | ----------- | ------- | -------------------------------- |
| M1                                      | Kubinka                                   | Krasnoje / Belarus | Moschaisk – Gagarin – Wjasma – Safonowo – Smolensk           | 374 km      | 018 km  | Umbau zur Schnellstraße bis 2035 |
|                                         | Pomogalowo                                | Schtschokino       | Tula                                                         | 54 km       |         | Neubau Autobahn                  |
| M3                                      | Alabino                                   | Malojaroslawez     | Naro-Fominsk – Obninsk                                       | 59 km       | 019 km  | Umbau zur Schnellstraße bis 2035 |
|                                         | Grenze Oblast Wladimir / Oblast Jaroslawl | Pereslawl-Salesski | Glebowskoje                                                  | 20 km       |         | Neubau Autobahn                  |
|                                         | Lisintsewo                                | Misirewo           | Naro-Fominsk – Tutschkowo – Nowopetrowskoje                  | 152 km      |         | Neubau Autobahn                  |
| A147                                    | Dschubga                                  | Sotschi            | Nowomichailowski – Tuapse – Golowinka                        | 171 km      |         | Neubau Schnellstraße             |
| Autobahn Schali–Bawly                   | Almetjewsk                                | Bawly              | Bugulma                                                      | 97 km       |         | Neubau Autobahn                  |
| Autobahn Sergatsch–Uljanowsk            | Sergatsch                                 | Uljanowsk          | Alatyr                                                       | ca. 230 km  |         | Neubau Autobahn                  |
| Autobahn Okulowka–Jaroslawl             | Okulowka                                  | Jaroslawl          | Borowitschi – Krasny Cholm – Myschkin                        | ca. 400 km  |         | Neubau Autobahn                  |
| Breite Schnellstraße (Sankt Petersburg) | Witebskij-Prospekt                        | R21                |                                                              | 24,8 km     |         | Neubau Schnellstraße             |
| KAD-2 (Sankt Petersburg)                | Lomonossow                                | Simagino           | Gattschina – Uljanowka – Wsewoloschsk – Lesnoje              | 348,1 km    |         | Neubau Schnellstraße             |
| Ortsumgehung Adler                      | A147                                      | A149               |                                                              | 7,8 km      | 07,8 km | Neubau Schnellstraße bis 2026    |
| Südwestliche Sekante                    | Nabereschnyje Tschelny                    | Krasnodar          | Bawly – Samara – Toljatti – Saratow – Wolgograd – Wolgodonsk | ca. 1600 km |         | Neubau Autobahn                  |
| Summe                                   | Summe                                     | Summe              | Summe                                                        | ca. 3500 km | 44,8 km |                                  |